# Giōrgos Pelagias
Giōrgos Pelagias (in greco: Γιώργος Πελαγίας; Nicosia, 10 maggio 1985) è un ex calciatore cipriota, di ruolo difensore.

## Caratteristiche tecniche
Pelagias è stato paragonato dal suo procuratore sportivo a Mario Yepes. Può essere schierato sia al centro della difesa che sulla fascia sinistra. È stato descritto come un calciatore mancino in grado di abbinare l'abilità nel gioco aereo ad una buona tecnica.

## Carriera

### Club
Pelagias è cresciuto nelle giovanili dell'Olympiakos Nicosia. Ha giocato fino al 2006 nella massima divisione del campionato cipriota, debuttando anche nella Coppa Intertoto 2003, nella sfida persa tre a zero dal suo Olympiakos in casa del Dubnica. Nel 2006, è passato al Kerkyra, con cui ha firmato un contratto dalla durata quadriennale. Nel 2010, ha ottenuto la promozione nella Superleague, grazie al secondo posto finale nella Beta Ethniki. Il calciatore si è però svincolato a parametro zero dal Kerkyra, a causa della scadenza del contratto: a lui si sono interessanti anche club di Serie B.
Il 12 agosto 2010, il suo agente ha confermato però l'accordo dalla durata biennale con l'Atletico Roma. Il giorno seguente, la firma del contratto è stata ufficializzata anche dalla società capitolina, attraverso le parole del dirigente Vincenzo Giuffrè. Ha esordito nella Coppa Italia Lega Pro 2010-2011, debuttando il 13 ottobre nel primo turno in trasferta sul campo della Villacidrese. L'esordio in Lega Pro Prima Divisione 2010-2011, invece, è datato 24 ottobre, quando è stato schierato titolare nel tre a tre casalingo contro il Foggia di Zdeněk Zeman, subendo anche un'ammonizione. Il 10 novembre è stato schierato titolare anche nel turno successivo della competizione di categoria: ha infatti contribuito alla vittoria della sua squadra per sei a due in casa della Ternana, con un colpo di testa su cross di Francesco Bruno. Il 15 gennaio 2011 ha siglato il momentaneo pareggio dell'Atletico Roma contro il Pisa: ha battuto il portiere avversario con un colpo di testa su assist di Roberto Baronio (i capitolini si sono poi imposti per 3-1).
Il 15 luglio 2011 viene comunicato il suo passaggio al Barletta.
Il 4 dicembre realizza il suo primo gol con la maglia biancorossa decidendo la partita contro la Cremonese. Il 28 giugno 2012 il Barletta comunica la rescissione del contratto con il calciatore.
Il 28 agosto 2012 l'Olympiakos Nicosia annuncia l'acquisto del calciatore.

### Nazionale
Pelagias ha esordito con Cipro under 16 il 1º novembre 2000, contro la Slovacchia under 16. Negli anni ha collezionato apparizioni anche con Cipro under 19 e Cipro under 21.
Il 28 settembre 2011 è convocato dalla Nazionale A per le gare di qualificazione a Euro 2012 in programma il 7 ottobre contro la Danimarca e l'11 ottobre contro la Norvegia.
Arriva anche l'esordio nella partita contro la Danimarca persa per 4-1 in cui Pelagias gioca per tutti i 90 minuti.
L'11 ottobre 2011 scende in campo da titolare contro la Norvegia, ma viene sostituito dopo 6 minuti per un infortunio.

## Statistiche

### Cronologia presenze e reti in nazionale
| Cronologia completa delle presenze e delle reti in nazionale ― Cipro | Cronologia completa delle presenze e delle reti in nazionale ― Cipro | Cronologia completa delle presenze e delle reti in nazionale ― Cipro | Cronologia completa delle presenze e delle reti in nazionale ― Cipro | Cronologia completa delle presenze e delle reti in nazionale ― Cipro | Cronologia completa delle presenze e delle reti in nazionale ― Cipro | Cronologia completa delle presenze e delle reti in nazionale ― Cipro | Cronologia completa delle presenze e delle reti in nazionale ― Cipro |
| Data                                                                 | Città                                                                | In casa                                                              | Risultato                                                            | Ospiti                                                               | Competizione                                                         | Reti                                                                 | Note                                                                 |
| -------------------------------------------------------------------- | -------------------------------------------------------------------- | -------------------------------------------------------------------- | -------------------------------------------------------------------- | -------------------------------------------------------------------- | -------------------------------------------------------------------- | -------------------------------------------------------------------- | -------------------------------------------------------------------- |
| 7-10-2011                                                            | Nicosia                                                              | Cipro                                                                | 1 – 4                                                                | Danimarca                                                            | Qual. Euro 2012                                                      | -                                                                    |                                                                      |
| 11-10-2011                                                           | Oslo                                                                 | Norvegia                                                             | 3 – 1                                                                | Cipro                                                                | Qual. Euro 2012                                                      | -                                                                    | 6’                                                                   |
| Totale                                                               |                                                                      | Presenze                                                             | 2                                                                    |                                                                      | Reti                                                                 | 0                                                                    |                                                                      |

## Palmarès

### Club
- Coppa di Cipro: 1

Apollon Limassol: 2016-2017